# Niklas Edin
Johan Niklas Edin (Örnsköldsvik, 6 juli 1985) is een Zweedse curlingspeler.

## Biografie
Edin debuteerde in de Zweedse nationale ploeg tijdens het wereldkampioenschap van 2006. Sedertdien behaalde hij zeven wereldtitels: in 2013, 2015, 2018, 2019, 2021, 2022 en 2024. Op het Europees kampioenschap won hij ook reeds zeven titels. Op het olympisch curlingtoernooi van 2014 won hij een bronzen medaille. Vier jaar later haalde hij de finale, die evenwel verloren werd van de Verenigde Staten. In 2022 was het dan eindelijk raak. Onder leiding van Edin haalde Zweden het in de finale van Groot-Brittannië, en werd zo voor het eerst in de geschiedenis olympisch kampioen curling.
1924: Welsh, W. Jackson, L. Jackson, Murray ·
1998: Perren, Müller, Lörtscher, Hürlimann ·
2002: Trulsen, Nergård, Ramsfjell, Davanger, Vågberg ·
2006: Gushue, Nichols, Howard, Korab, Adam ·
2010: Enright, Hebert, Kennedy, Martin, Morris ·
2014: Flaxey, Fry, Jacobs, E.J.Harnden, R.Harnden ·
2018: George, Hamilton, Landsteiner, Polo, Shuster ·
2022: Edin, Eriksson, Wranå, Sundgren, Magnusson